# Шумицький Станіслав Васильович
Станіслав Васильович Шумицький (нар. 20 березня 1937, Саратов — пом. 3 січня 1974, місце смерті достеменно не відомо) — український журналіст, перекладач, літературний редактор та поет.  Член  Спілки письменників СРСР та  Спілки журналістів СРСР.

## Життєпис
Народився 20 березня 1937 року у  Саратові в родині радянського офіцера. З початком 1940-х родина переїхала в Україну. Мешкали спочатку в  Гутах, потім - в  Коломаку. Батька було переведено на службу на західний кордон і згодом він загинув на фронті під час  Другої Світової війни. 
У 1952 році мати з малим Станіславом остаточно переїхала до своїх батьків у село  Караван на околиці міста  Люботина  на Харківщині. На виховання майбутнього поета сильно вплинув його дід - самодіяльний виконавець народних пісень Василь Якович Яременко. А природа Люботинщини, де поет прожив більшу частину життя, стала одним з провідних мотивів творчості.
У 1953 році закінчив Караванську семирічну школу. Цікаво, що будучи від народження російськомовним, спочатку він не був атестований в школі з української мови. Але не зважаючи на необов'язковість такої атестації, Станіслав вважав своїм обов'язком вивчити мову своїх дідів. Він почав наполегливо навчатися і того ж року почав писати вірші українською. Його вчителька була його першим слухачем і рецензентом. Саме їй згодом було присвячено першу видану друком збірку Шумицького. 
У 1954 році здобув повну середню освіту, екстерном склавши іспити за середню школу в селі   Малинівка Чугуївського району Харківської області.
У 1961-1972 роках працював у редакціях районних, обласних і республіканських газет ("Ленінська зміна", "Вечірній Харків", "Соціалістична Харківщина", "Молодь України"). Його переклади прози і лірики з російської, киргизької та азербайджанської друкували у журналах "Прапор", "Ранок", "Вітчизна", "Дніпро". Крім того, Шумицький публікував там також свої  байки та дружні шаржі з власноручними замальовками. 
У 1963 році друком виходить перша поетична збірка Шумицького під назвою "Ознаки вірності". 7 лютого 1964 року Харківська філія Спілки письменників України приймає молодого поета до своїх лав. Неформальне навчання Шумицького поетичному мистецтву здійснював  Володимир Сосюра, якому згодом було присвячено вірш "Поет". 
У 1966 році у харківському видавництві "Прапор" опубліковано другу збірку поезії Шумицького - "Сорок ударів серця". Філософські мотиви збірки наближають автора до поетів-шестидесятників. 
У 1968 році разом з Робертом Третьяковим і Олександром Черевченком Шумицький став співзасновником газети "Вечірній Харків". 
У 1971 році виходить друком остання прижиттєва збірка поета - "Герої приходять у пісню". 
3 січня 1974 року Станіслав Шумицький трагічно загинув за нез'ясованих обставин. Під час відрядження він безслідно зник, а через 21 день його тіло було знайдене у морзі з проламаним черепом і слідами побиття. 
Останні роки свого життя Шумицький продовжував активно працювати на поетичній ниві. 43 нові його поезії, були зібрані під назвою "Осінь відкриває обрій", але так і не опубліковані.
У 1974 році (вже по смерті поета) опубліковано збірку пісень Бориса Михайловського, серед яких були і покладені на музику вірші Шумицького.

## Вшанування пам'яті
При спеціалізованій школі N108 міста Харкова працює літературний гурток "Грудка" ім.С.Шумицього.
Вірші Шумицького неодноразово покладалися на музику композиторами Борисом Михайловським, Іллею Летюком та Олексієм Еткалом. Пісня "Сніги" (написана на слова вірша "Знайди мене в снігах") брала участь у "Пісенному вернісажі-2006", і отримала Гран-прі цього конкурсу у 2007 році. Пісня "Шевченківський сад" на слова Шумицького у слобідських літературних колах називається неофіційним гімном Харкова. 
У Люботині, де поет прожив більшу частину свого життя, з'явилася вулиця, що носить ім'я Станіслава Шумицького. 